# Clementine Ford
Clementine Ford (Memphis, 29 giugno 1979) è un'attrice statunitense.

## Biografia
Figlia dell'attrice Cybill Shepherd e di David Ford, è conosciuta soprattutto la sua partecipazione allo show televisivo The L Word, nel quale ha il ruolo di Molly, la figlia di Phyllis Kroll, personaggio interpretato dalla sua reale madre Cybill. Nell'aprile del 2009 si è unita al cast di The Young and the Restless, ottenendo il ruolo di Mackenzie Browning.
Clementine Ford è affetta da sclerosi multipla. 

## Filmografia

### Cinema
- American Pie, regia di Paul Weitz e Chris Weitz (1999)
- Cherry Falls - Il paese del male (Cherry Falls), regia di Geoffrey Wright (2000)
- Ragazze nel pallone (Bring It On), regia di Peyton Reed (2000)
- Last Goodbye, regia di Jacob Gentry (2004)
- The Latin & The Gringo, regia di Sridhar Ranganath - cortometraggio (2010)
- Girltrash: All Night Long, regia di Alex Martinez Kondracke (2014)

### Televisione
- Cybill - serie TV, episodi 4x23-4x24 (1998)
- Crossing Jordan - serie TV, episodio 2x19 (2003)
- Dr. House - Medical Division (House M.D.) - serie TV, episodio 1x07 (2004)
- The L Word - serie TV, 9 episodi (2007-2009)
- Febbre d'amore (The Young and the Restless) - serie TV, 163 episodi (2009-2010)